# Arnold Mendelssohn

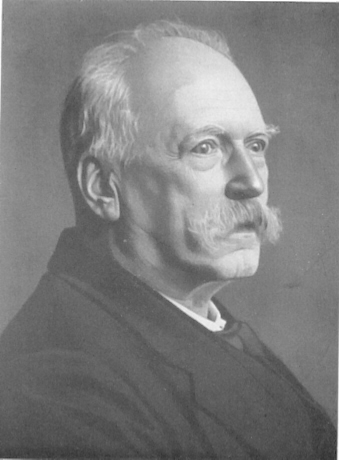
Arnold Mendelssohn

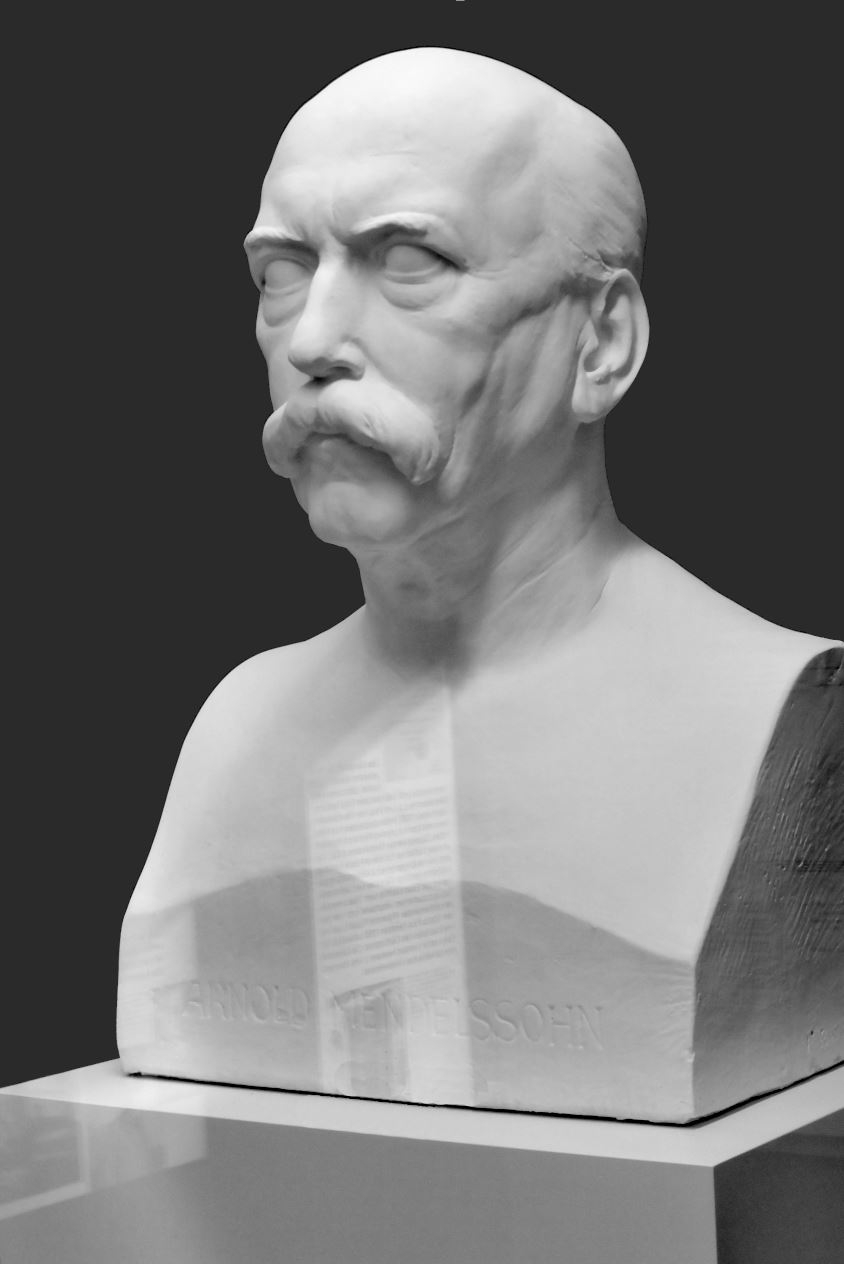
Gipsbüste von Arnold Mendelssohn in der Dauerausstellung über die Familie Mendelssohn auf dem Friedhof I der Dreifaltigkeitsgemeinde in Berlin-Kreuzberg

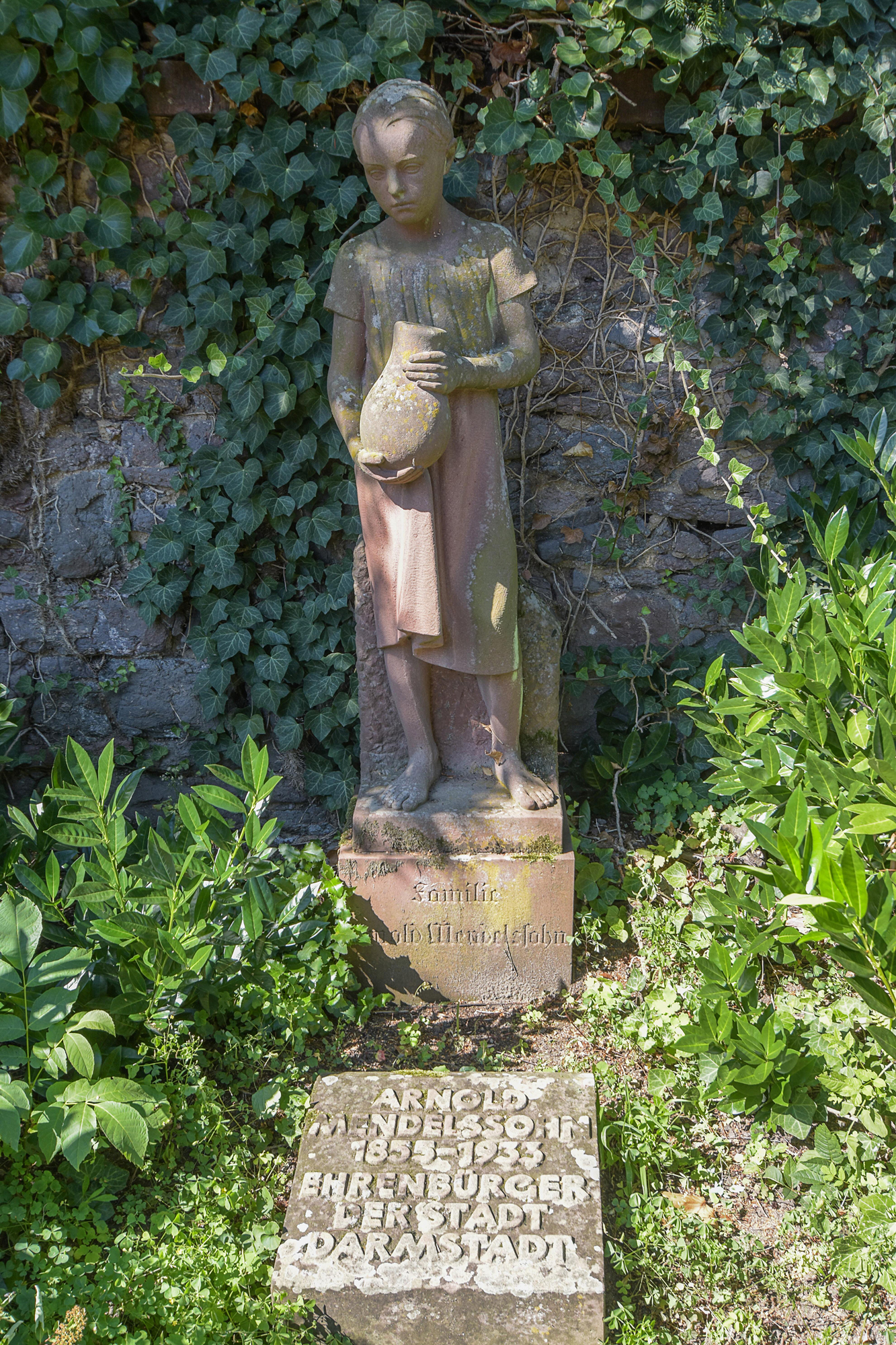
Grabmal auf dem Bessunger Friedhof (2016)

Arnold Ludwig Mendelssohn (* 26. Dezember 1855 in Ratibor; † 18. Februar 1933 in Darmstadt) war ein deutscher Komponist und Musikpädagoge. Laut Musik in Geschichte und Gegenwart war er „eine der markantesten Persönlichkeiten seiner Zeit, als Musiker und Mensch von großer Weite des Horizontes, gleich beschlagen in Musik, Literatur, Theologie und Philosophie, wie eigenwilliger Denker.“

## Biografie

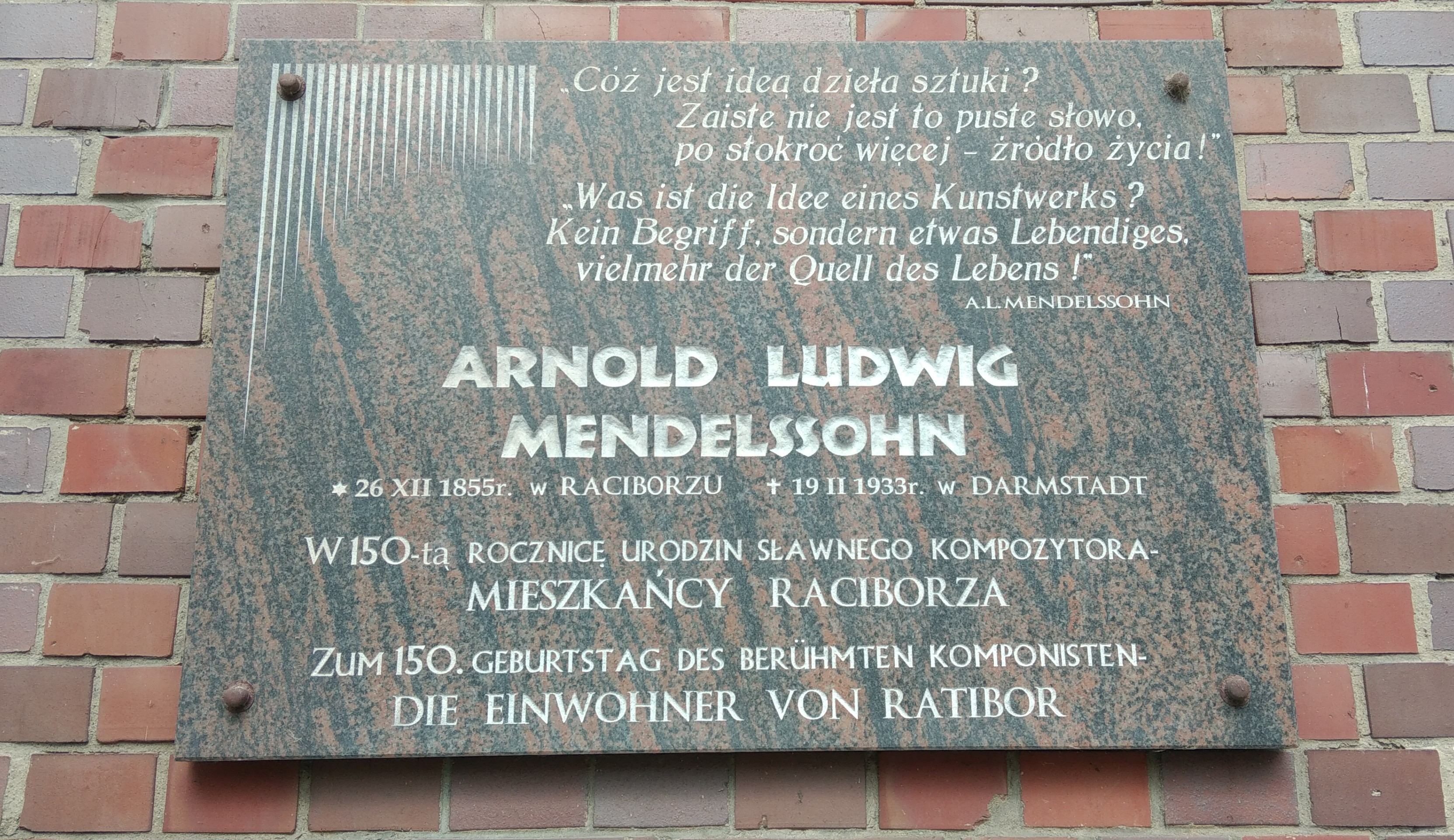
Gedenktafel in der Heimatstadt Ratibor

### Kindheit und Jugend
Arnold Ludwig Mendelssohn kam am 26. Dezember 1855 als ältestes von fünf Kindern der Eltern Wilhelm Mendelssohn, eines Vetters des Musikers Felix Mendelssohn Bartholdy, und Aimée Louise Mendelssohn, geborene Cauer, im schlesischen Ratibor zur Welt. Großvater war der Pädagoge Jacob Ludwig Cauer, Urgroßvater der Bankier und Hofbaurat Isaak Daniel Itzig.
Als Neunjähriger erhielt Arnold Mendelssohn den ersten Klavierunterricht und bewies großes Talent. Auch in der Schule lernte er schnell. Durch eine vorzeitige Versetzung in die höhere Klasse wurde er zum jüngsten Schüler der Sexta seines Gymnasiums. Eine unbeschwerte Kindheit blieb ihm jedoch nicht lange beschieden. Nachdem der Preußisch-Österreichische Krieg ausgebrochen war, veranlasste der Vater im Sommer 1866 den Umzug der Familie nach Potsdam, da er die Gefahr sah, dass „an der vielbefahrenen und für Kriegstransporte benutzten Eisenbahnstrecke die Cholera ausbrechen könnte.“ Der Vater kehrte nach dem Sommer nach Ratibor zurück und kümmerte sich als Freiwilliger um die Pflege verwundeter Soldaten. Nachdem er die Familie nach Kriegsende nach Schlesien zurückgeholt hatte, steckte er sich mit Cholera an und starb nach drei Tagen daran. Diese Erlebnisse prägten Arnold Mendelssohn.
Die Mutter suchte und fand mit ihren fünf Kindern Zuflucht in Berlin. Hier lebten die Familie ihrer Schwester Emma Cauer und auch Alexander Mendelssohn, ein Vetter ihres verstorbenen Mannes.
Arnold Mendelssohn besuchte das Gymnasium und erhielt schon bald Klavierunterricht bei Carl August Haupt, dem späteren Direktor des Königlichen Instituts für Kirchenmusik. Haupt galt als hervorragender Bach-Interpret und Organist, er übte entscheidenden Einfluss auf Mendelssohn aus.
Im Jahr 1871 geriet Arnold Mendelssohn durch zunehmende schulische Konflikte und eine langwierige Typhuserkrankung in eine innere Krise. Man hielt eine Ortsveränderung für das Beste, und im Jahr 1872 wechselte Arnold Mendelssohn auf das Gymnasium seines Onkels Eduard Cauer nach Danzig. In dieser Zeit entstanden Mendelssohns erste kompositorische Werke. Besonders Mozarts Musik verehrte er in dieser frühen Zeit.
1876 legte er das Abitur ab.

### Studium
Mendelssohn begann 1876 auf Wunsch der Mutter, die aus wirtschaftlichen Gründen eine Ausbildung zum Musiker nicht billigte, ein Jura-Studium in Tübingen, das er jedoch gleich zu Beginn wieder abbrach. Mit den „angepaßten Lebensplänen der gegenwärtigen Konventionen“, die für einen jungen Mann die Ausbildung zum Arzt, Richter, Lehrer oder Offizier vorsahen, konnte er sich nicht anfreunden.
Noch im selben Jahr kehrte Mendelssohn zurück nach Berlin und begann sein Studium am Königlichen Institut für Kirchenmusik unter anderem erneut bei Carl August Haupt (Orgel) und Eduard Wilsing (Klavier). Parallel studierte er auch an der Akademischen Hochschule für Musik bei Wilhelm Taubert, Friedrich Kiel und Eduard Grell. 1878 erreichte Mendelssohn den Abschluss am Institut, 1880 dann auch an der Hochschule. Grell bescheinigte ihm ein „bedeutendes Talent für Composition“.

### 1880–1883 Bonn
Seine erste Anstellung nach dem Studium erhielt Arnold Mendelssohn 1880 an der Neuen Evangelischen Kirche in Bonn, der heutigen Kreuzkirche. Er war als Organist und Chordirigent tätig und erhielt gleichzeitig einen Lehrauftrag für Orgelspiel und Musiktheorie an der Universität.
Hier gehörten die evangelischen Theologie-Studenten zu seinen Schülern. Zu den besonderen Freundschaften und Bekanntschaften aus seiner Bonner Zeit zählten die Begegnungen mit Friedrich Spitta, damaliger Hilfsprediger an der Kreuzkirche, und Julius Smend, dessen Nachfolger. In diesem Dreierbündnis entstand der Anstoß zur Wiederaufführung der Werke Heinrich Schütz’.

„Ich werde jetzt oft gelobt, weil ich einer der ersten Vorkämpfer für Schütz gewesen sei. Dabei komme ich mir ein wenig wie der Klein Zaches des E.T.A. Hoffmann vor. Diesem üblen Zwerg wird alles gut geschrieben, was andere in seiner Gegenwart leisten. In meinem Falle war es Spitta, der mich auf Schütz hinwies und zur Aufführung von dessen Werken bestimmte. Er war der Bauherr, der die Pläne machte, die ich als Maurermeister handwerklich ausführte.“

Die Wiederaufführungen und Erstaufführungen der Werke Schütz’ erlangten weithin große Aufmerksamkeit. In den drei Bonner Jahren kamen unter anderem zur Aufführung: die Matthäus-Passion, die „Apostolischen Worte“ und die Johannes-Passion von Schütz sowie die Motette „Hodie Christe“ von Schütz’ Lehrer Giovanni Gabrieli. 1882 erhielt er auch den Mendelssohn-Preis für Komposition.

### 1883–1886 Bielefeld
1883 nahm Mendelssohn Abschied von Bonn und wandte sich für drei Jahre nach Bielefeld. Die Beschäftigung und das Komponieren weltlicher Musik trat nach der kirchenmusikalischen Bonner Zeit nun in den Vordergrund. Er beschäftigte sich mit Chor- und Orchesterarbeit sowie der Organisation von Abonnementkonzerten. Am 12. November 1885 heiratete Mendelssohn in Bad Kreuznach die Graphikerin Maria Helene Louise Cauer. Ursprünglich hatte der Vater der Braut, der Bildhauer Carl Cauer, starke Einwände gegen diese Verbindung erhoben, er verstarb jedoch kurz vor der Verlobung, die am 3. August 1885 stattfand.

### 1886–1890 Köln
Ein Jahr später erfolgte durch Franz Wüllner der Ruf nach Köln als Lehrer für Orgel und Theorie am dortigen Konservatorium. Aus dieser Zeit datieren enge Freundschaften mit dem Komponisten Engelbert Humperdinck, dem Librettisten Hermann Wette und auch dem Komponisten Hugo Wolf.
Das familiäre Leben Arnold Mendelssohns war von Schicksalsschlägen durchzogen, unter denen er zeit seines Lebens litt. In vielen seiner Tagebucheinträge, aber auch in einigen seiner Kompositionen spiegeln sich diese bitteren Lebenserfahrungen wider. Drei seiner vier Kinder starben in verschiedenen Jahren an Hirnhautentzündung, nur die älteste Tochter Dora überlebte, behielt jedoch durch die Krankheit eine immer stärker werdende geistige Beeinträchtigung zurück.
Arnold Mendelssohn suchte in seiner kompositorischen Arbeit Zuflucht und begann mit einer bis zu seinem Tode kontinuierlich durchgeführten Niederschrift seiner Gedanken. Direkte biographische Bezüge lassen sich beispielsweise in Mendelssohns Oper Elsi, die seltsame Magd finden. Der Komponist schreibt:

„Maria [Mendelssohns Frau] fand immer viel Ähnlichkeit zwischen mir und Gotthelfs Joggeli (…) Wahrscheinlich stellt Gotthelf in dieser Figur dieselbe Psychose dar, die mich besitzt; denn Gotthelfs Nachkommenschaft (…) ähnelt in den geistigen Erkrankungs-Symptomen der meinen.“

Die Oper wurde 1896 im Kölner Stadttheater uraufgeführt und erschien auch im Druck. Wie sämtliche Opern Mendelssohns steht sie jedoch in Bekanntheit und Beliebtheit hinter seinen übrigen Kompositionen zurück.

### 1890–1933 Darmstadt
1891 nahm Mendelssohn in Darmstadt die neue Funktion eines Kirchenmusikmeisters für die Evangelische Landeskirche in Hessen an. Mendelssohn blieb dieser Stadt bis zu seinem Tode treu. Seine neue Aufgabe gab Anlass zur verstärkten Komposition geistlicher Werke. Auch führte er wieder Passionen und Kantaten von Heinrich Schütz und Johann Sebastian Bach auf.
Den Durchbruch als Liedkomponist und eine gesteigerte Anerkennung in der breiten Öffentlichkeit bescherten ihm die Fürsprache des Musikkritikers Ernst Otto Nodnagel im Jahre 1898. Nodnagel publizierte nicht nur über Mendelssohns Werk, sondern arrangierte 1898 auch einen sehr erfolgreichen Liederabend in Berlin. Wirklich bekannt wurde Mendelssohns Liedschaffen in den Jahren nach der Jahrhundertwende. Zwischen 1900 und 1915 entstanden 80 der insgesamt 170 komponierten Lieder. Im Jahr 1899 wurde Arnold Mendelssohn der Professorentitel verliehen.
Aus der Bekanntschaft mit dem Librettisten Hermann Wette, dem Schwager Engelbert Humperdincks, war zu Beginn der 90er Jahre bereits die Idee zur Oper Der Bärenhäuter nach dem grimmschen Märchen entstanden. Arnold Mendelssohn sollte die Vertonung übernehmen.
1896 erhielt er den fertigen Text zu den ersten beiden Akten. Durch eine Unvorsichtigkeit Humperdincks soll Siegfried Wagner auf den Stoff aufmerksam gemacht worden sein, woraus sich eine Konkurrenzsituation zwischen den Komponisten ergab. Dadurch angespornt beendete und veröffentlichte Mendelssohn die Oper noch im gleichen Jahr. Erst 1900 kam es jedoch im Berliner „Theater des Westens“ zur Uraufführung. Wagners gleichnamige Oper war bereits 1898 erfolgreich uraufgeführt worden.
Dennoch verzeichnete Mendelssohn mit dem Bärenhäuter einen größeren Erfolg als mit seiner Oper Elsi.
Eine besonders fruchtbare Arbeitsgrundlage entstand aus der Freundschaft mit dem Thomaskantor Karl Straube, der 1906 in Darmstadt Mendelssohns Bekanntschaft machte. Etliche Chorwerke komponierte Mendelssohn auf Wunsch Straubes direkt für den Leipziger Thomanerchor.
Während Mendelssohns Lehrtätigkeit am Hoch’schen Konservatorium in Frankfurt am Main 1912 wurde Paul Hindemith sein Schüler im Fach Kontrapunkt. Er sprach stets anerkennend von Arnold Mendelssohn. Als Hindemith sein Bratschen-Konzert, op. 36/4, komponierte, widmete er es „Herrn Professor Arnold Mendelssohn“.
Erst sehr spät in seinem Schaffen, etwa um 1914, wandte Arnold Mendelssohn sich verstärkt der Komposition reiner Instrumentalmusik zu. Im Laufe der Zeit entstanden kammermusikalische Werke, aber auch drei Sinfonien. Das geistliche vokale Werk blieb bis zuletzt der Schwerpunkt in seinem Œuvre. 1914 wurde Mendelssohn durch Großherzog Ernst Ludwig das Ritterkreuz des Großherzoglich Hessischen Ludwigsordens verliehen. Es folgten noch etliche weitere Auszeichnungen: 1917 die Ehrendoktorwürde der Universität Gießen, 1919 die Ernennung zum Mitglied der Akademie der Künste in Berlin, 1923 die Verleihung des allerersten Büchner-Preises durch das Land Hessen, 1925 die Ehrendoktorwürde der Universität Leipzig und die Wahl zum Mitglied des Ausschusses der Neuen Bachgesellschaft, 1927 die Ehrendoktorwürde der Philosophischen Fakultät an der Universität Tübingen, 1928 die Verleihung des Beethovenpreises durch die Preußische Staatsakademie und die Berufung in den Direktorialausschuss der Heinrich-Schütz-Gesellschaft. 1930 wurde Arnold Mendelssohn schließlich zum Ehrenbürger der Stadt Darmstadt ernannt.
Neben Paul Hindemith gehörten Günter Raphael, Kurt Thomas und Heinrich Spitta zu seinen prominentesten Schülern.
Am 18. Februar 1933 erlag Arnold Mendelssohn in seinem Haus in Darmstadt einem Herzschlag. Sein Grab befindet sich auf dem neuen Bessunger Friedhof (Grabstelle: Mauer 33) an der Seekatzstraße. Etwa 26 Nekrologe würdigten den verstorbenen Komponisten, einige davon erschienen auch im europäischen Ausland.

## Werke
Mendelssohn wurde vor allem als Liederkomponist bekannt. Mit seiner geistlichen Chormusik begann die Erneuerung der evangelischen Kirchenmusik. Zu seinen Werken gehören zahlreiche Chorwerke, Volkslieder, Streichquartette, Sonaten und Opern.

### Opern
- Elsi, die seltsame Magd op. 8, Oper in 2 Aufzügen. Libretto: Hermann Wette; Uraufführung am 16. April 1896 im Stadttheater Köln
- Der Bärenhäuter op. 11, Oper in 3 Akten. Libretto: Hermann Wette; Uraufführung am 9. Februar 1900 im Theater des Westens in Berlin
- Die Minneburg, 1904–07, Oper in einem Akt. Libretto: G. von Koch; Uraufführung 1909 in Mannheim

### Vokalwerke
- Abendkantate nach Worten der Heiligen Schrift für Soli achtstimmig gemischten Chor und Orgel, 1881
- Die Frühlingsfeier, 1891
- Der Schneider in der Hölle, 1895
- Die Leiden des Herrn für Soli und gemischten Chor op. 13
- Sechs Chorsätze nach Spruchdichtungen von Angelus Silesius, op. 14, Leipzig, 1900 I Der Schnee in der Sonne III Das Allersüßeste IV Der Mensch ist eine Kohle V Die gelassene Schönheit VI Der Adler fliegt hoch
- Fünf geistliche Tonsätze für vierstimmigen gemischten Chor a cappella op. 32 I Hochgelobt sei Gott II Christus ist die Auferstehung und das Leben II Dies ist je gewisslich wahr IV Träufelt, ihr Himmel, von oben V Zuversicht, Text: Karl Johann Philipp Spitta
- Paria für Soli, gemischten Chor und Orchester op. 36, Gesänge und lyrische Szenen nach Goethes Festspiel, Text: Johann Wolfgang von Goethe, Berlin, 1908
- Pandora, Gesänge und lyrische Szenen nach Goethes Festspiel für Soli, Männerchor und Orchester op. 37, Berlin, 1908
- Acht Gesänge für Frauenchöre op. 42 OCLC 20498650 (Digitalisat beim IMSLP)  I Motette II Tag und Nacht III Herbst IV An den Neckar V Schönheit VI Fennweh VII Der kurze Frühling VIII
- Drei Madrigale nach Worten des jungen Werthers für Soli und kleinen Chor op.  47, Leipzig, 1909
- Das Vaterunser für Gesang, Violine und Orgel oder Klavier op. 49
- Aus tiefer Not, Kantate für Sopran, gemischten Chor, kleines Orchester und Orgel op. 54, Leipzig, 1912 OCLC 638109870
- Fünf Lieder op. 60
- Auf meinen lieben Gott für Soli und gemischten Chor op. 61
- Drei Motetten für gemischten Chor op. 81, Leipzig, 1920
- Passionslied op. 87 Nr. 1 für gemischten Chor, Orgel und Streicher, Incipit: Auch wir armen Menschen, Breitkopf und Härtel
- Der 69. Psalm für einstimmigen Chor und Orchester op. 87 Nr. 2
  - Fassung für einstimmigen gemischten Chor, Violine und Orgel, Text in der Übersetzung von Huldrych Zwingli, Breitkopf und Härtel, Leipzig, 1926 Digitalisat beim IMSLP
- Deutsche Messe für achtstimmigen, gemischten Chor op. 89, Leipzig, 1923, Breitkopf und Härtel  ISMN 979-0-004-20027-8 I Herr, erbarme dich II Ehre sei Gott in der Höhe III Der christliche Glaube IV Heilig V Christe, du Lamm Gottes VI Schlussgesang: Er aber, der Gott des Friedens
- Vierzehn Motetten für das ganze Kirchenjahr op. 90, Leipzig, 1924/25
  - Passionsgesang op. 90 Nr. 1, Incipit: Was hast du verwirket, Breitkopf und Härtel  ISMN 979-0-004-21197-7
  - Ostermotette op. 90 Nr. 2, dem Darmstädter Stadtkirchenchor zugeeignet, Incipit: Christus lebet, Christus Sieger, Christus Herrscher
  - Motette zum Pfingstfest op. 90 Nr. 4, Incipit: Schmücket das Fest der Maien, Breitkopf und Härtel  ISMN  979-0-004-20030-8
  - Adventsmotette op. 90 Nr. 5, Incipit: Träufelt, ihr Himmel, von oben, Breitkopf und Härtel  ISMN 979-0-004-41282-4  I Chor: Träufelt, ihr Himmel, von oben II Soli und Chor: Selig sind, die da hungert III Choral: Nun komm, der Heiden Heiland IV Chor und Soli: Du Tochter Zion V Choral: Dein Zion streut dir Palmen VI Soli und Chor: Siehe, siehe! Von nun an wird es geschehen
  - Weihnachtsmotette op. 90 Nr. 9, Incipit: Lobt Gott, ihr Christen, Breitkopf und Härtel  ISMN  979-0-004-20033-9  I Choral: Lobt Gott, ihr Christen II Choral und Engelsgesang: Fröhlich soll mein Herze springen III Wiegenlied: Eia, eia! Joseph, lieber Joseph mein IV Gemächlich: Vom Morgenlande kamen – Choral: Wie schön leuchtet der Morgenstern V Beschluss: Aber das Kind wuchs und ward stark
  - Motette zum Epiphaniasfest op. 90 Nr. 10, Incipit: Siehe! Finsternis decket das Erdreich I Chor: Siehe! Finsternis decket das Erdreich II Soli und Chor. Denn uns ist ein Kind geboren - Wunderbar, Rat, Kraft, Held III Soli und Chor: Herr, nun lässest Du Deinen Diener in Frieden fahren IV
- Die Seligpreisungen für Soli, gemischten Chor und Streichquartett op. 116, Leipzig, 1933, Breitkopf und Härtel ISMN 979-0-004-20087-2

- Der 150. Psalm für gemischten Chor, 2 Trompeten, 2 Posaunen und Tuba (oder Posaune) OCLC 21056135
- Dein König kommt in niedern Hüllen für gemischten Chor a cappella, Text: Friedrich Rückert  (Digitalisat beim IMSLP)
- Die beste Zeit im Jahr ist mein für vierstimmigen, gemischten Chor a cappella, Text: Martin Luther  (Digitalisat beim IMSLP)
- Erhalt uns Herr bei deinem Wort, Motette für vierstimmigen gemischten Chor a cappella
- Herr sei uns gnädig für gemischten Chor a cappella, Text: Arnold Mendelssohn  (Digitalisat beim IMSLP)
- Jetzt wird die Welt recht neu geborn, Motette für gemischten Chor a cappella, 1932
- Passionslied  Ich danke dir für deinen Tod, für gemischten Chor a cappella, 1932
- Zwei kleine Weihnachtsmotetten für dreistimmigen Frauenchor a cappella ISMN   979-0-004-40209-2 I Fröhlich soll mein Herze springen, Text: Paul Gerhardt II Lasst uns eilen Text: Frieda Hallwachs
- Zwölf altdeutsche Weihnachtslieder für dreistimmigen Kinder- oder Frauenchor, Breitkopf und Härtel ISMN  979-0-004-41182-7 I  Wach, Nachtigall, wach auf! II O Heiland, reiß die Himmel auf III Es ist geborn ein Kindelein IV Uns ist geborn ein Kindelein V Ein Kind geborn zu Bethlehem VI Ein Kind geborn zu Bethlehem (2. Fassung) VII Freut Euch, ihr lieben Christen all VIII Ein Kind ist uns geboren heut IX  Ein Kind ist uns geboren heut (2. Fassung) X In einem Kripplein lag ein Kind XI Christum wir sollen loben schön XII O Jesulein zart

### Instrumentalmusik
- Albumblatt für Klavier, 1907, Beilage zur Neuen Musik Zeitung, Carl Grüninger, Stuttgart, Leipzig (Digitalisat beim IMSLP)
- Federzeichnungen für Klavier op. 20
- GDAE. Drei Tonsätze für Violine und Klavier op. 24 Franz von Mendelssohn gewidmet I In memoriam II Melodie III Scherzo
- Suite für Holzbläser, Blechbläser und Schlagzeug op. 62, Leuckart, Leipzig, 1916 (Digitalisat beim IMSLP) I Marche II Menuett III Valse favorite IV Gigue
- Suite für kleines Orchester nach Klavierstücken Mozarts, 1916 I Fanfare (Maestoso) II (Moderato) III Reigen (Molto tranquillo) IV (Allegro non troppo, ma scherzoso) V (Vivace) VI (Commodo) VII (Andante) VIII Marsch (Alla marcia)
- Klaviersonate e-Moll op. 66, C. F. Peters, Leipzig, 1917 (Digitalisat beim IMSLP) I Allegro - Un poco sostenuto - Sostenuto - Più Allegro II Andante, un poco lento III Allegro alla marcia IV Allegretto ostinato - Vivace - Lento
- Streichquartett D-Dur op. 67, C. F. Peters, Leipzig, 1916 (Digitalisat beim IMSLP) I Allegro non troppo II Andante III Walzer: Commodo IV Finale: Allegro molto
- Sonate fis-Moll für Violoncello und Klavier op. 70, Leipzig, 1916 (Digitalisat beim IMSLP)
- Sonate C-Dur für Violine und Klavier op. 71, C. F. Peters, Leipzig, 1917 (Digitalisat beim IMSLP)
- Trio für zwei Violinen und Klavier a-Moll op. 76, C. F. Peters, Leipzig, 1918 1916 (Digitalisat beim IMSLP)
- Suite für Oboe oder Violine und Klavier op. 78a I Elegie II Pastorale III Sarabande IV Bourrée V Gigue
  - Fassung für Oboe und Streichorchester
  - Orchestersuite op. 78b
- Moderne Suite für Klavier op. 79, C. F. Peters, Leipzig, 1918 (Digitalisat beim IMSLP)
- Streichquartett B-Dur Nr. 2 op. 83, Leipzig, 1926
- Violinkonzert g-Moll op. 88, Berlin, 1922
- Sinfonie Nr. 2, C-Dur op. 92, 1922
- Sinfonie Nr. 3 F-Dur op. 95, 1922
- Sechs Choralvorspiele für Orgel op. 104
- Klaviersonate c-Moll op. 119, 1902, revidiert 1932
- Sonatine für Klavier c-Moll op. 122, 1933
- Choralvorspiele zu Melodien des Choralbuchs für die evangelische Kirche des Großherzogtums Hessen
- Fuge e-moll für Orgel
- Marsch As-Dur für Klavier

### Bücher
- Gott, Welt und Kunst. Aufzeichnungen. Mit einem Nachwort von Wilhelm Ehmann. Insel-Verlag, Wiesbaden 1949.

## Ehrungen
Für seine Werke und die Verdienste um die evangelische Kirchenmusik erhielt Arnold Mendelssohn zahlreiche Ehrungen:
- 1899: Verleihung des Professorentitels
- 1914: Verleihung des Ritterkreuzes des Großherzoglich Hessischen Ludwigsordens
- 1917: Ehrendoktorat der Theologischen Fakultät der Universität Gießen
- 1919: Ernennung zum Mitglied der Berliner Akademie der Künste
- 1923: Verleihung des Georg-Büchner-Preises
- 1925: Ehrendoktorwürde der Universität Leipzig und Mitglied der Neuen Bachgesellschaft
- 1927: Ehrendoktorat der Philosophischen Fakultät der Universität Tübingen
- 1928: Beethovenpreis der Preußischen Staatsakademie
- 1928: Berufung in den Direktorialausschuss der Heinrich-Schütz-Gesellschaft
- 1930: Ehrenbürger der Stadt Darmstadt

## Nachlass
Briefe von und an Arnold Mendelssohn und Autographe von Arnold Mendelssohn befinden sich im Bestand des Leipziger Musikverlages C. F. Peters im Staatsarchiv Leipzig. Ein weiterer Teil seiner Hinterlassenschaft gelangte in das Mendelssohn-Archiv der Berliner Staatsbibliothek. Darunter befinden sich Porträts, Briefe von und an Arnold Mendelssohn, Musikmanuskripte und das Tagebuch der Italienreise 1900.

## Tondokumente
- Immer wenn der Märzwind weht, op. 42 Nr. 8. Solisten des Dresdner Kreuzchors, Leitung: Rudolf Mauersberger. Deutsche Grammophon 10282, aufgenommen 1934 (Schellackplatte 78 UpM; erste nachgewiesene Einspielung eines Werkes von A. Mendelssohn)
- Streichquartette op. 67 und op. 83. Reinhold-Quartett. Cpo-Musikproduktion 777 774-2, aufgenommen 2007 und 2008
- Drei Motetten zur Weihnacht (op. 90, Nr. 5, 9 und 10); Deutsche Messe op. 89. SWR Vokalensemble, Frieder Bernius. Hänssler Classic SACD 93.293, aufgenommen 2008 bis 2011
- Geistliche Chormusik, op. 90. Berliner Vokalensemble, Bernd Stegmann. Cantate Musicaphon Records C 58005, aufgenommen 1998
- Complete piano works. Elzbieta Sternlicht. Hänssler Classic HC17088, aufgenommen 2016[5].